# Gyál
Gyál es una ciudad húngara, capital del distrito homónimo en el condado de Pest, con una población en 2013 de 22 709 habitantes.
Se conoce la existencia de la localidad desde el siglo XIII, originalmente conocida como Gayul. Adquirió estatus urbano en 1997.
Se ubica en la periferia suroriental de Budapest.